# Slag bij Eliksem
De Slag bij Eliksem vond plaats op 18 juli 1705 en was een veldslag in de Spaanse Successieoorlog

## Achtergrond
De Slag bij Blenheim van 1704 was een keerpunt in de oorlog, het was een belangrijke overwinning voor de Grote Alliantie, het was de eerste zware nederlaag voor de Fransen in meer dan 60 jaar. Het plan van de hertog van Marlborough was Frankrijk binnen te vallen via de Moezelvallei. Dit plan werd gedwarsboomd door de Republiek der Zeven Verenigde Nederlanden, omdat de troepen zich te ver van de Nederlandse grens zou verwijderen en de kwetsbaarheid van de Republiek te groot zou worden. Het tweede plan was de Brabantlinie, een verdedigingsgordel van 115 km lang, van Antwerpen tot Namen, te doorbreken.

## Slag
De hertog van Marlborough stuurde veldheer Hendrik van Nassau-Ouwerkerk richting Namen, terwijl hij de Brabantlinie doorbrak ter hoogte van het dorpje Eliksem. De volgende dag, 18 juli, vervoegde de troepen van Ouwerkerk, die van Marlborough. Een cavalerieaanval volgde en de Franse generaal François de Neufville werd gedwongen zich terug te trekken. Een werkelijke veldslag vond niet plaats, tot grote frustratie van Marlborough.

## Vervolg
Als troostprijs veroverde Marlborough, Zoutleeuw. De doorbraak van de Brabantlinie zal van groot belang zijn voor de slag in het volgende jaar, de Slag bij Ramillies.